# Stanisław Kardaś

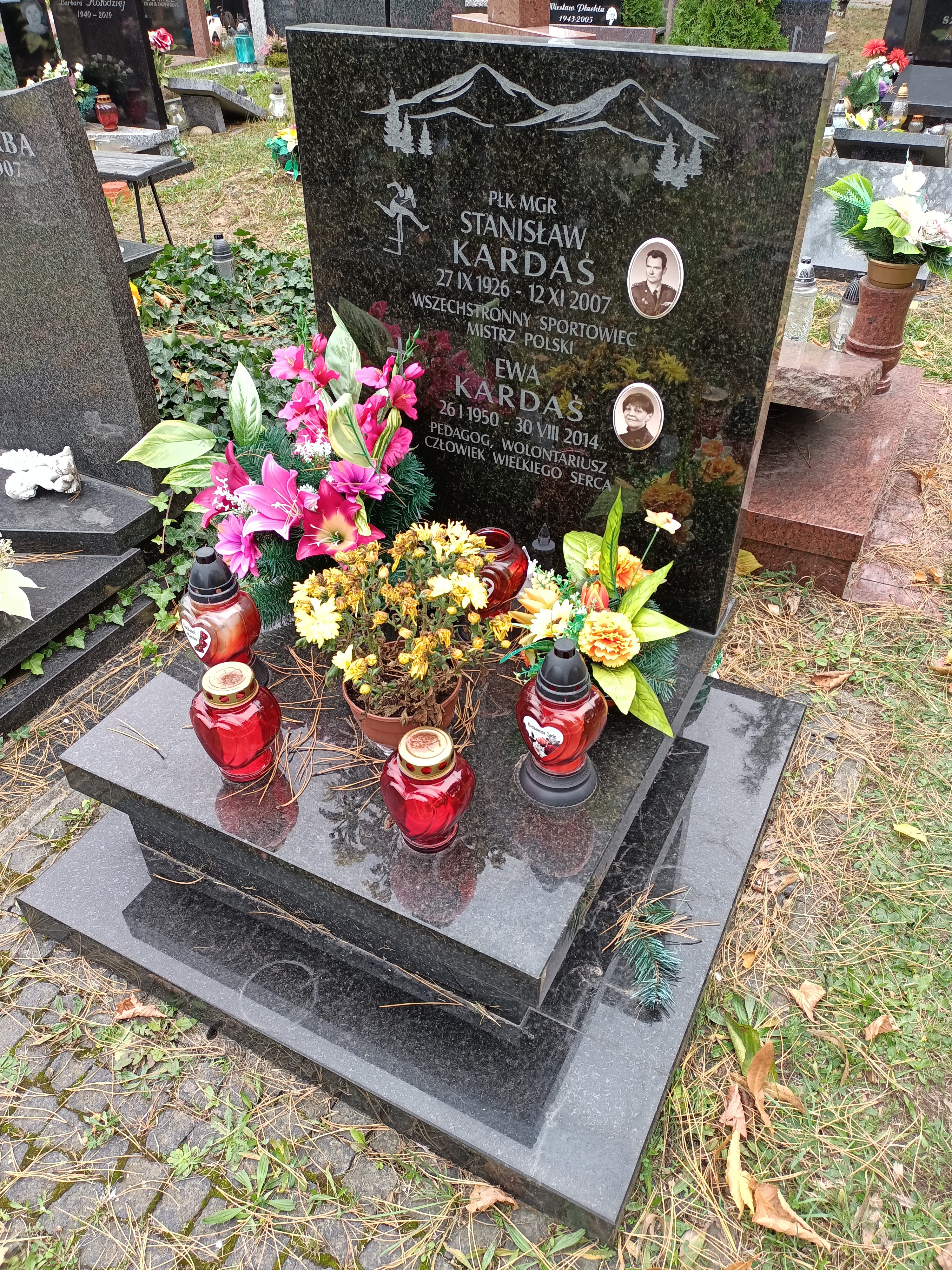
Grób Stanisława Kardasia na Cmentarzu Komunalnym Północnym w Warszawie

Stanisław Kardaś (ur. 27 września 1926 w Rokicinach Podhalańskich, zm. 12 listopada 2007) – polski lekkoatleta, płotkarz.
Specjalizował się w biegu na 110 m przez płotki, choć startował także w biegach sprinterskich i na innych dystansach płotkarskich. Dwukrotnie był mistrzem Polski na 110 m przez płotki w 1951 i 1954. W tej samej konkurencji dwa razy zdobywał srebrne medale (w 1952 i 1953) a raz brązowy (w 1955). Był również wicemistrzem Polski w sztafecie 4 × 100 m w 1951.
Był halowym mistrzem Polski na 80 m przez płotki w 1955, wicemistrzem w 1956 i brązowym medalistą w 1954.
Był rekordzistą Polski w biegu  na 200 m przez płotki. Jedenaście razy wystąpił w lekkoatletycznej reprezentacji Polski.
Rekordy życiowe:
- 100 m -  10,9 s
- 110 m ppł - 14,6 s
- 200 m ppł - 24,1 s
- 400 m ppł - 55,4 s

Startował w klubach wojskowych Lubliniance i Legii Warszawa. Po zakończeniu kariery służył w Ludowym Wojsku Polskim, pracował także jako nauczyciel akademicki w warszawskiej AWF. W Ludowym Wojsku Polskim posiadał stopień pułkownika.